# Controllo in cascata

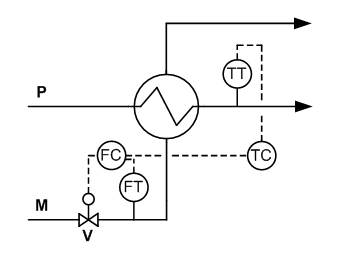
Esempio di sistema di controllo in cascata applicato ad uno scambiatore di calore.

Il controllo in cascata o regolazione in cascata  in ingegneria è un'architettura a due ingressi, un sistema di controllo con anello di retroazione è in grado di risolvere molti problemi di regolazione.
L'errore che si forma come differenza tra i valori desiderati e quelli misurati viene annullato, o comunque ridotto notevolmente, tramite l'algoritmo standard PID. 
Tale algoritmo residente nel controllore, produce un segnale che opportunamente trattato andrà modificare le variabili manipolate, cioè quelle variabili che agendo sull'attuatore andranno modificare i valori delle variabili controllate.
Questa regolazione diventa problematica nel caso in cui anche le variabili manipolate sono sede di un errore.
Se questo errore può essere misurato, allora il problema può essere risolto tramite due anelli di controllo annidati l'uno sull'altro: Il primario (master, esterno) , e il secondario (slave, interno); con questa configurazione il segnale d'uscita del controllore master diventa "set point" del controllore slave.

## Uso
La regolazione in cascata viene utilizzata anche quando il controllore master non è un PID ma un controllo avanzato con un algoritmo che può risiedere in qualche computer dedicato.
Tale configurazione viene spesso utilizzata nei sistemi di controllo distribuito (DCS) per avere una migliore gestione dell'impianto.